# Conseil national slovaque (1848-1849)
Ne doit pas être confondu avec Conseil national (Slovaquie).
Pour les autres articles nationaux ou selon les autres juridictions, voir Conseil national.

Drapeau utilisé par les volontaires slovaques en 1848

Le conseil national slovaque fut un organe politique slovaque qui fut créé à Vienne les 15-16 septembre 1848 durant la révolution hongroise de 1848. Il fut dirigé par Ľudovít Štúr, Jozef Miloslav Hurban and Michal Miloslav Hodža. Il organisa le soulèvement slovaque de 1848-1849 et fut le pouvoir exécutif dans les parties de la Slovaquie occupées par les troupes slovaco-autrichiennes en combat contre les révolutionnaires hongrois.
Le 19 septembre 1848, la première réunion eut lieu sur le territoire slovaque à Myjava en tant que partie intégrante de la première campagne des volontaires slovaques depuis Vienne via la Moravie vers la Slovaquie. Ľudovít Štúr déclara lors de cette réunion l'indépendance de la nation slovaque par rapport à la Hongrie. cependant, le conseil national slovaque n'administra que Myjava et ses alentours et les volontaires furent défaits après quelques jours.
Le conseil national slovaque a également participé à l'organisation d'autres campagnes de volontaires slovaques durant la révolution. Il cessa d'exister à l'automne 1849.